# Zasłonak niebieskawy
Zasłonak niebieskawy (Cortinarius agathosmus Brandrud, H. Lindstr. & Melot) – gatunek grzybów należący do rodziny zasłonakowatych. (Cortinariaceae).

## Systematyka i nazewnictwo
Pozycja w klasyfikacji według Index Fungorum: Cortinarius, Cortinariaceae, Agaricales, Agaricomycetidae, Agaricomycetes, Agaricomycotina, Basidiomycota, Fungi.
Po raz pierwszy opisali go w 1989 r. Tor Erik Brandrud, Håkan Lindström i Jacques Melot. Nazwę polską zaproponował Władysław Wojewoda w 2003 r.

## Morfologia
Dzięki charakterystycznemu ubarwieniu jest łatwo odróżnialny od innych gatunków. Podobna wielkością i ubarwieniem jest lakówka ametystowa (Laccaria amethystina), ale ma rzadsze blaszki i nie ma zasnówki ani włókienkowatej powierzchni. Inne fioletowe gatunki zasłonaków wyraźnie odróżniają się morfologią i powierzchnią owocnika.

## Występowanie i siedlisko
Znane są stanowiska tego gatunku tylko w Europie i Ameryce Północnej. W polskim piśmiennictwie naukowym podano tylko 2 jego stanowiska, obydwa w parkach narodowych: w Bieszczadzkim PN (1963 r.) i Tatrzańskim PN (1960 r.). Nowsze stanowiska podaje internetowy atlas grzybów.
Występuje w górskich lasach iglastych. Rośnie na ziemi, pod świerkiem pospolitym.